# الصلاة في الإسلام

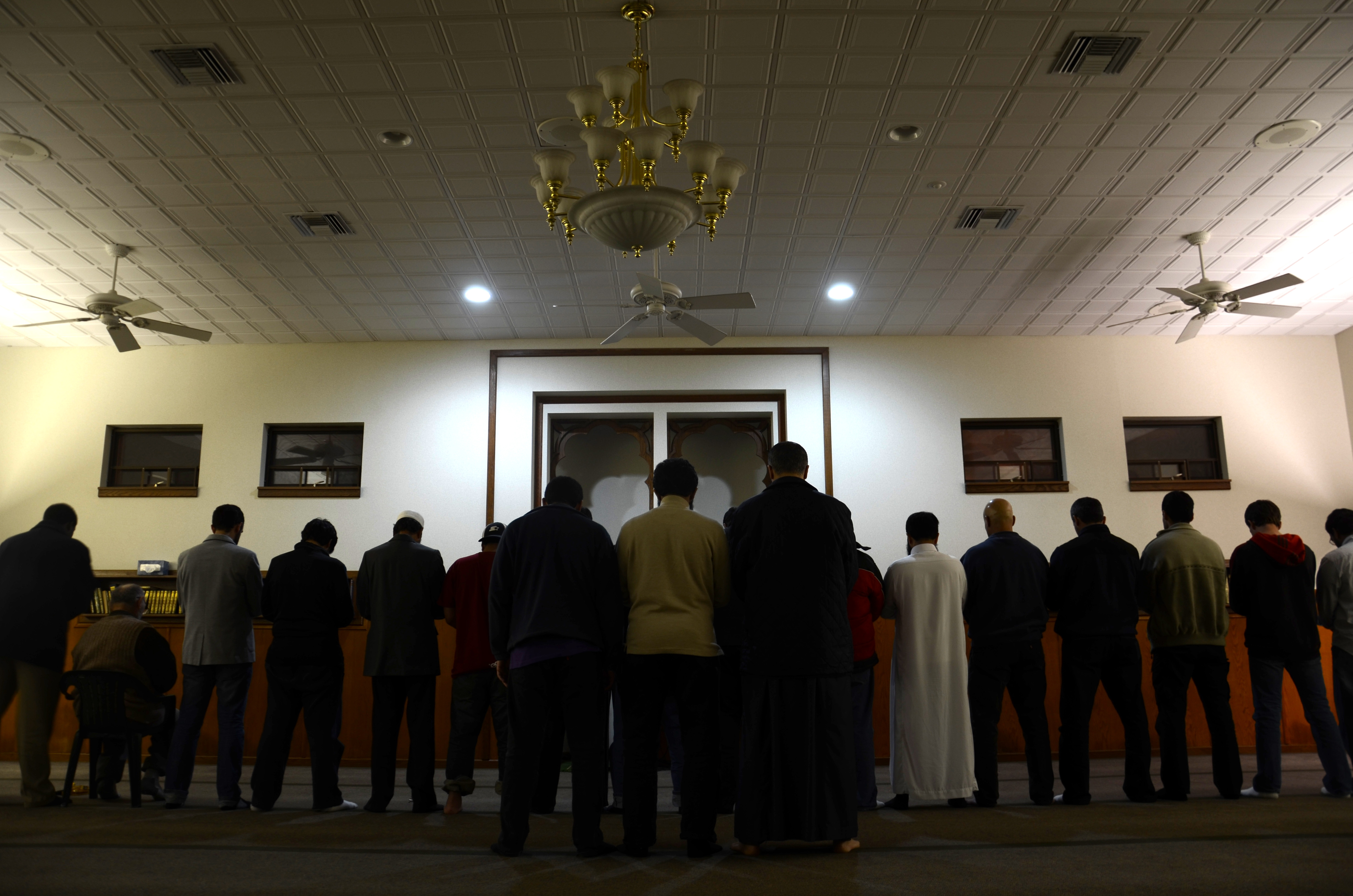
صلاة العشاء في المركز الإسلامي في وسط ولاية ميسوري

الصَّلَاةُ فِي الإِسْلَام هي الركن الثاني من أركان الإسلام، ففي الحديث: «عن ابن عمر رضي الله عنهما قال: سمعت رسول الله ﷺ يقول: "بُني الإسلام على خمسْ: شهادة أن لا إله إلا الله وأن محمداً رسول الله، وإقام الصلاة، وإيتاء الزكاة، وصوم رمضان، وحج البيت من استطاع إليه سبيلاً"». وقوله أيضاً: «رأس الأمر الإسلام، وعموده الصلاة، وذروة سنامه الجهاد في سبيل الله»، وهي الفرع الأول من فروع الدين عند الشيعة والصلاة واجبة على كل مسلم، بالغ، عاقل، ذكر كان أو أنثى، وقد فرضت الصلاة في مكة قبل هجرة النبي محمد إلى المدينة المنورة في السنة الثانية قبل الهجرة، وذلك أثناء الإسراء والمعراج.
في الإسلام تؤدى الصلاة خمس مرات يومياً فرضًا على كل مسلم بالغ عاقل خالي من الأعذار سواء كان ذكرًا أو أنثى. بالإضافة لصلوات تؤدى في مناسبات مختلفة مثل: صلاة العيدين وصلاة الجنازة وصلاة الاستسقاء وصلاة الكسوف. والصلاة هي وسيلة مناجاة العبد لربه، وهي صلة بين العبد وربّه.

## منزلة الصلاة
أعطى الإسلام الصلاة منزلة كبيرة فهي أول ما أوجبه الله من العبادات، كما أنها أول عبادة يحاسب عليها المسلم يوم القيامة وقد فرضت ليلة المعراج. قال أنس بن مالك: فرضت الصلاة على النبي ليلة أسرى به خمسين صلاة، ثم نقصت حتى جعلت خمساً، ثم نودى يا محمد إنه لا يبدل القول لدي، وإن لك بهذه الخمس خمسين. وقال عبد الله بن قرط منقولاً قال رسول الله صلى الله عليه وسلم: «أول ما يحاسب به العبد يوم القيامة الصلاة، فإن صلحت صلح سائر عمله، وإن فسدت فسد سائر عمله.»
وعَنْ حُرَيْثِ بْنِ قَبِيصَةَ قَالَ: قَدِمْتُ الْمَدِينَةَ فَقُلْتُ: اللَّهُمَّ يَسِّرْ لِي جَلِيسًا صَالِحًا قَالَ: فَجَلَسْتُ إِلَى أَبِي هُرَيْرَةَ فَقُلْتُ: إِنِّي سَأَلْتُ اللَّهَ أَنْ يَرْزُقَنِي جَلِيسًا صَالِحًا فَحَدِّثْنِي بِحَدِيثٍ سَمِعْتَهُ مِنْ رَسُولِ اللَّهِ ﷺ لَعَلَّ اللَّهَ أَنْ يَنْفَعَنِي بِهِ فَقَالَ: سَمِعْتُ رَسُولَ اللَّهِ ﷺ يَقُولُ: «إِنَّ أَوَّلَ مَا يُحَاسَبُ بِهِ الْعَبْدُ يَوْمَ الْقِيَامَةِ مِنْ عَمَلِهِ صَلَاتُهُ فَإِنْ صَلُحَتْ فَقَدْ أَفْلَحَ وَأَنْجَحَ وَإِنْ فَسَدَتْ فَقَدْ خَابَ وَخَسِرَ فَإِنْ انْتَقَصَ مِنْ فَرِيضَتِهِ شَيْءٌ قَالَ: الرَّبُّ عَزَّ وَجَلَّ انْظُرُوا هَلْ لِعَبْدِي مِنْ تَطَوُّعٍ فَيُكَمَّلَ بِهَا مَا انْتَقَصَ مِنْ الْفَرِيضَةِ ثُمَّ يَكُونُ سَائِرُ عَمَلِهِ عَلَى ذَلِكَ.» وفي حديث عن الإمام جعفر الصادق: «... إن شفاعتنا لا تنال مستخفاً بالصلاة» وقد ذكرت الصلاة في القرآن في أكثر من موضع منها ما جاء في سورة المؤمنون: ﴿قَدْ أَفْلَحَ الْمُؤْمِنُونَ ۝١ الَّذِينَ هُمْ فِي صَلَاتِهِمْ خَاشِعُونَ ۝٢﴾ [المؤمنون:1–2] وأيضاً في سورة الكوثر: ﴿فَصَلِّ لِرَبِّكَ وَانْحَرْ ۝٢﴾ [الكوثر:2] وأيضاً في سورة الأعلى: ﴿وَذَكَرَ اسْمَ رَبِّهِ فَصَلَّى ۝١٥﴾ [الأعلى:15] وأيضاً سورة طه: ﴿إِنَّنِي أَنَا اللَّهُ لَا إِلَهَ إِلَّا أَنَا فَاعْبُدْنِي وَأَقِمِ الصَّلَاةَ لِذِكْرِي ۝١٤﴾ [طه:14]

## أهميتها

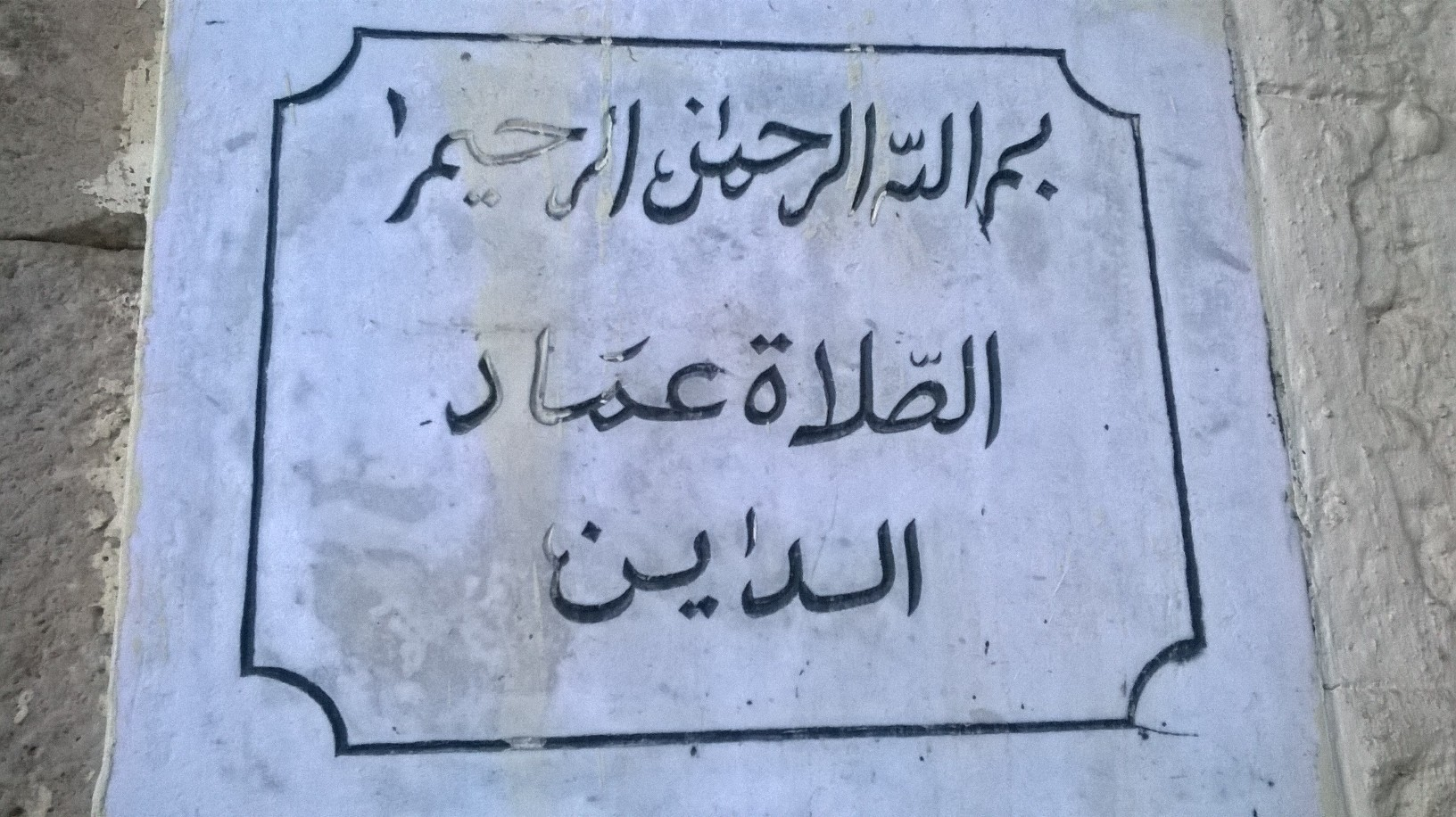

الصلاة عمود الدين ولا يقبل أي عذر لتاركها طالما كان قادرا على أدائها. ولا تسقط عن أي رجل بالغ عاقل، بينما تسقط عن المرأة في حالة الحيض والنفاس، ولا تؤمر بقضائها بعد أن تطهر.
ومن عقوبة تارك الصلاة أنه محلُ خلاف بين العلماء بعض الفقهاء، حتى قال كثيرٌ من الفقهاء أنه يستتاب تارك الصلاة فإن تاب كان حسناً وإن لم يتب فإنه يحبسُ حتى يتوب ويصلي كما هو مذهب السادة الحنفية، بل قال بعضهم بأنه يُقتل حداً لا كفراً، أي يقتله القاضي بعد الاستتابة وتبيين أهمية الصلاة وفرضيتها له (الموسوعة الفقهية الكويتية ٢٧/٥٣-٥٤) وقد استدل الفقهاء لذلك بأدلة كثيرة يمكن الرجوع إليها في كتب الفقه.

### أدلة الصلاة منالقرآن الكريم
ورد في القرآن آيات في الصلاة منها:
- قال تعالى في كتابه الكريم: ﴿الَّذِينَ يُؤْمِنُونَ بِالْغَيْبِ وَيُقِيمُونَ الصَّلَاةَ وَمِمَّا رَزَقْنَاهُمْ يُنْفِقُونَ ۝٣﴾ - سورة البقرة.
- قال تعالى في كتابه الكريم: ﴿وَأَقِيمُوا الصَّلَاةَ وَآتُوا الزَّكَاةَ وَارْكَعُوا مَعَ الرَّاكِعِينَ ۝٤٣﴾ - سورة البقرة.
- قال تعالى في كتابه الكريم: ﴿وَاسْتَعِينُوا بِالصَّبْرِ وَالصَّلَاةِ وَإِنَّهَا لَكَبِيرَةٌ إِلَّا عَلَى الْخَاشِعِينَ ۝٤٥﴾ - سورة البقرة.
- قال تعالى في كتابه الكريم: ﴿وَإِذْ أَخَذْنَا مِيثَاقَ بَنِي إِسْرَائِيلَ لَا تَعْبُدُونَ إِلَّا اللَّهَ وَبِالْوَالِدَيْنِ إِحْسَانًا وَذِي الْقُرْبَى وَالْيَتَامَى وَالْمَسَاكِينِ وَقُولُوا لِلنَّاسِ حُسْنًا وَأَقِيمُوا الصَّلَاةَ وَآتُوا الزَّكَاةَ ثُمَّ تَوَلَّيْتُمْ إِلَّا قَلِيلًا مِنْكُمْ وَأَنْتُمْ مُعْرِضُونَ ۝٨٣﴾ - سورة البقرة.
- قال تعالى في كتابه الكريم: ﴿وَأَقِيمُوا الصَّلَاةَ وَآتُوا الزَّكَاةَ وَمَا تُقَدِّمُوا لِأَنْفُسِكُمْ مِنْ خَيْرٍ تَجِدُوهُ عِنْدَ اللَّهِ إِنَّ اللَّهَ بِمَا تَعْمَلُونَ بَصِيرٌ ۝١١٠﴾ - سورة البقرة.
- قال تعالى في كتابه الكريم: ﴿يَا أَيُّهَا الَّذِينَ آمَنُوا اسْتَعِينُوا بِالصَّبْرِ وَالصَّلَاةِ إِنَّ اللَّهَ مَعَ الصَّابِرِينَ ۝١٥٣﴾ - سورة البقرة.
- قال تعالى في كتابه الكريم: ﴿لَيْسَ الْبِرَّ أَنْ تُوَلُّوا وُجُوهَكُمْ قِبَلَ الْمَشْرِقِ وَالْمَغْرِبِ وَلَكِنَّ الْبِرَّ مَنْ آمَنَ بِاللَّهِ وَالْيَوْمِ الْآخِرِ وَالْمَلَائِكَةِ وَالْكِتَابِ وَالنَّبِيِّينَ وَآتَى الْمَالَ عَلَى حُبِّهِ ذَوِي الْقُرْبَى وَالْيَتَامَى وَالْمَسَاكِينَ وَابْنَ السَّبِيلِ وَالسَّائِلِينَ وَفِي الرِّقَابِ وَأَقَامَ الصَّلَاةَ وَآتَى الزَّكَاةَ وَالْمُوفُونَ بِعَهْدِهِمْ إِذَا عَاهَدُوا وَالصَّابِرِينَ فِي الْبَأْسَاءِ وَالضَّرَّاءِ وَحِينَ الْبَأْسِ أُولَئِكَ الَّذِينَ صَدَقُوا وَأُولَئِكَ هُمُ الْمُتَّقُونَ ۝١٧٧﴾ - سورة البقرة.
- قال تعالى في كتابه الكريم: ﴿حَافِظُوا عَلَى الصَّلَوَاتِ وَالصَّلَاةِ الْوُسْطَى وَقُومُوا لِلَّهِ قَانِتِينَ ۝٢٣٨﴾ - سورة البقرة.
- قال تعالى في كتابه الكريم: ﴿إِنَّ الَّذِينَ آمَنُوا وَعَمِلُوا الصَّالِحَاتِ وَأَقَامُوا الصَّلَاةَ وَآتَوُا الزَّكَاةَ لَهُمْ أَجْرُهُمْ عِنْدَ رَبِّهِمْ وَلَا خَوْفٌ عَلَيْهِمْ وَلَا هُمْ يَحْزَنُونَ ۝٢٧٧﴾ - سورة البقرة.
- قال تعالى في كتابه الكريم: ﴿يَا أَيُّهَا الَّذِينَ آمَنُوا لَا تَقْرَبُوا الصَّلَاةَ وَأَنْتُمْ سُكَارَى حَتَّى تَعْلَمُوا مَا تَقُولُونَ وَلَا جُنُبًا إِلَّا عَابِرِي سَبِيلٍ حَتَّى تَغْتَسِلُوا وَإِنْ كُنْتُمْ مَرْضَى أَوْ عَلَى سَفَرٍ أَوْ جَاءَ أَحَدٌ مِنْكُمْ مِنَ الْغَائِطِ أَوْ لَامَسْتُمُ النِّسَاءَ فَلَمْ تَجِدُوا مَاءً فَتَيَمَّمُوا صَعِيدًا طَيِّبًا فَامْسَحُوا بِوُجُوهِكُمْ وَأَيْدِيكُمْ إِنَّ اللَّهَ كَانَ عَفُوًّا غَفُورًا ۝٤٣﴾ - سورة النساء.
- قال تعالى في كتابه الكريم: ﴿أَلَمْ تَرَ إِلَى الَّذِينَ قِيلَ لَهُمْ كُفُّوا أَيْدِيَكُمْ وَأَقِيمُوا الصَّلَاةَ وَآتُوا الزَّكَاةَ فَلَمَّا كُتِبَ عَلَيْهِمُ الْقِتَالُ إِذَا فَرِيقٌ مِنْهُمْ يَخْشَوْنَ النَّاسَ كَخَشْيَةِ اللَّهِ أَوْ أَشَدَّ خَشْيَةً وَقَالُوا رَبَّنَا لِمَ كَتَبْتَ عَلَيْنَا الْقِتَالَ لَوْلَا أَخَّرْتَنَا إِلَى أَجَلٍ قَرِيبٍ قُلْ مَتَاعُ الدُّنْيَا قَلِيلٌ وَالْآخِرَةُ خَيْرٌ لِمَنِ اتَّقَى وَلَا تُظْلَمُونَ فَتِيلًا ۝٧٧﴾ - سورة النساء.

### أدلة الصلاة من السنة النبوية
من عظيم منزلة الصلاة في الإسلام أنها فرضت في أعظم رحلة عرفتها البشرية ألا وهى رحلة الإسراء والمعراج. الصلاة هي الفرق بين المسلم والكافر:
- عن أنس بن مالك رضي الله عنه قال: «فرضت الصلاة على النبي صلى الله عليه وسلم ليلة أسري به خمسين صلاة ثم نقصت حتى جُعِلَت خمساً ثم نودي يا محمد إنه لا يبدل القول لدي وأن لك بهذه الخمس خمسين» (رواه البخاري ومسلم).
- عن بريدة رضي الله عنه أن النبي صلى الله عليه وسلم قال: «العهد الذي بيننا وبينهم الصلاة فمن تركها فقد كفر»[12]
- عن عبد الله بن عمرو رضي الله عنهما عن النبي صلى الله عليه وسلم أنه ذكر الصلاة يوماً فقال: «من حافظ عليها كانت له نوراً وبرهاناً ونجاة يوم القيامة ومن لم يحافظ عليها لم يكن له نور ولا برهان ولا نجاة وكان يوم القيامة مع قارون وهامان وفرعون وأبي بن خلف» (أخرجه ابن حبان في صحيحه).
- عن ربيعة بن كعب الأسلمي قال: "كنت أبيت مع رسول الله صلى الله عليه وسلم فأتيته بوضوئه وحاجته فقال لي: "سلني" فقلت: "أسألك مرافقتك في الجنة قال: "أو غير ذلك؟ قلت: هو ذاك. قال: "فأعني على نفسك بكثرة السجود" (رواه مسلم).
- روى النسائي عن أنس أن النبي صلى الله عليه وسلم قال: «حُبب إليِّ من الدنيا: النساء والطيب، وجُعل قرة عيني في الصلاة»[13]
- أخرج أبو داود في سننه عن عبد اللَّه بن عمرو بن العاص أن النبي صلى الله عليه وسلم قال: «مُروا أولادكم بالصلاة وهم أبناء سبع سنين، واضربوهم عليها وهم أبناء عشر، وفرقوا بينهم في المضاجع»[14]
- عن أبي هريرة أن النبي صلى الله عليه وسلم قال: «أول ما يحاسب به العبد يوم القيامة يحاسب بصلاته فإن صلحت فقد أفلح وأنجح وإن فسدت فقد خاب وخسر»(أخرجه الترمذي في سننه وصححه الألبانى في صحيح سنن الترمذي حديث رقم 413).
- وعن أنس بن مالك، رضي الله عنه عن النبي صلى الله عليه وسلم قال: «أول ما يحاسب به العبد صلاته، يقول الله تبارك وتعالى للملائكة: انظروا إلى صلاة عبدي، فإن وجدوها كاملة كتبت له كاملة، وإن وجدوها انتقص منها شيء قال: انظروا هل تجدون لعبدي تطوعًا، فتكمل صلاته من تطوعه، ثم تؤخذ الأعمال على قدر ذلك» (أخرجه الدارمى في سننه).[15]

## حكم تاركها
تارك الصلاة إذا كان قد تركها جاحدا لوجوبها مع علمه بأن الله أمر بإقامتها فهذا كافر مرتد بإجماع الأمة. ومن تركها جهلا منه بوجوبها كحديث العهد بالإسلام لم يحكم بكفره، ولكن يُعَلّم ويؤمر بها. قال ابن عبد البر: أجمع المسلمون على أن جاحد فرض الصلاة كافر يقتل إن لم يتب من كفره ذلك، واختلفوا في المقر بها وبفرضها التارك عمدا لعملها، وهو على القيام بها قادر، وأما المذاهب الفقهية فكما في الجدول التالي توضيح الفروقات بين أقوالهم.
| المذهب  | حكم ترك الصلاة تساهلًا | ملاحظات |
| ------- | --------------------- | --- |
| الحنفي  | فاسق                  | يحبس حتى يصلي، وقيل يضرب حتى يسيل منه الدم. |
| المالكي | فاسق.                 | يقتل إن أصر على تركها حدًا لاكفرًا. |
| الشافعي | فاسق                  | يقتل إن أصر على تركها حدًا لاكفرًا. |
| الحنبلي | كافر                  | إذا كان غير جاحد وهو ممن يجهل ذلك، كحديث الإسلام، والناشئ ببادية، بلغ بوجوبها، وعلِّم ذلك، ولم يحكم بكفره لأنه معذور، وإن لم يكن ممن يجهل ذلك، كالناشئ من المسلمين في الأمصار والقرى، لم يُعذر، ولم يُقبل منه ادعاء الجهل، وحكم بكفره، لأن أدلة الوجوب ظاهرة في الكتاب والسنة، والمسلمون يفعلونها على الدوام، فلا يخفى وجوبها على من هذا حاله. |
| الشيعة  | فاسق                  | - |

## شروطها

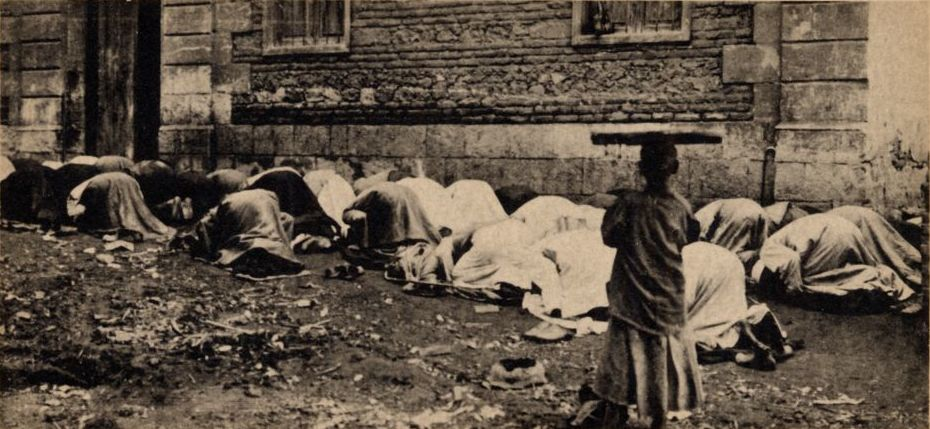
صلاة الجماعة في مصر قديما

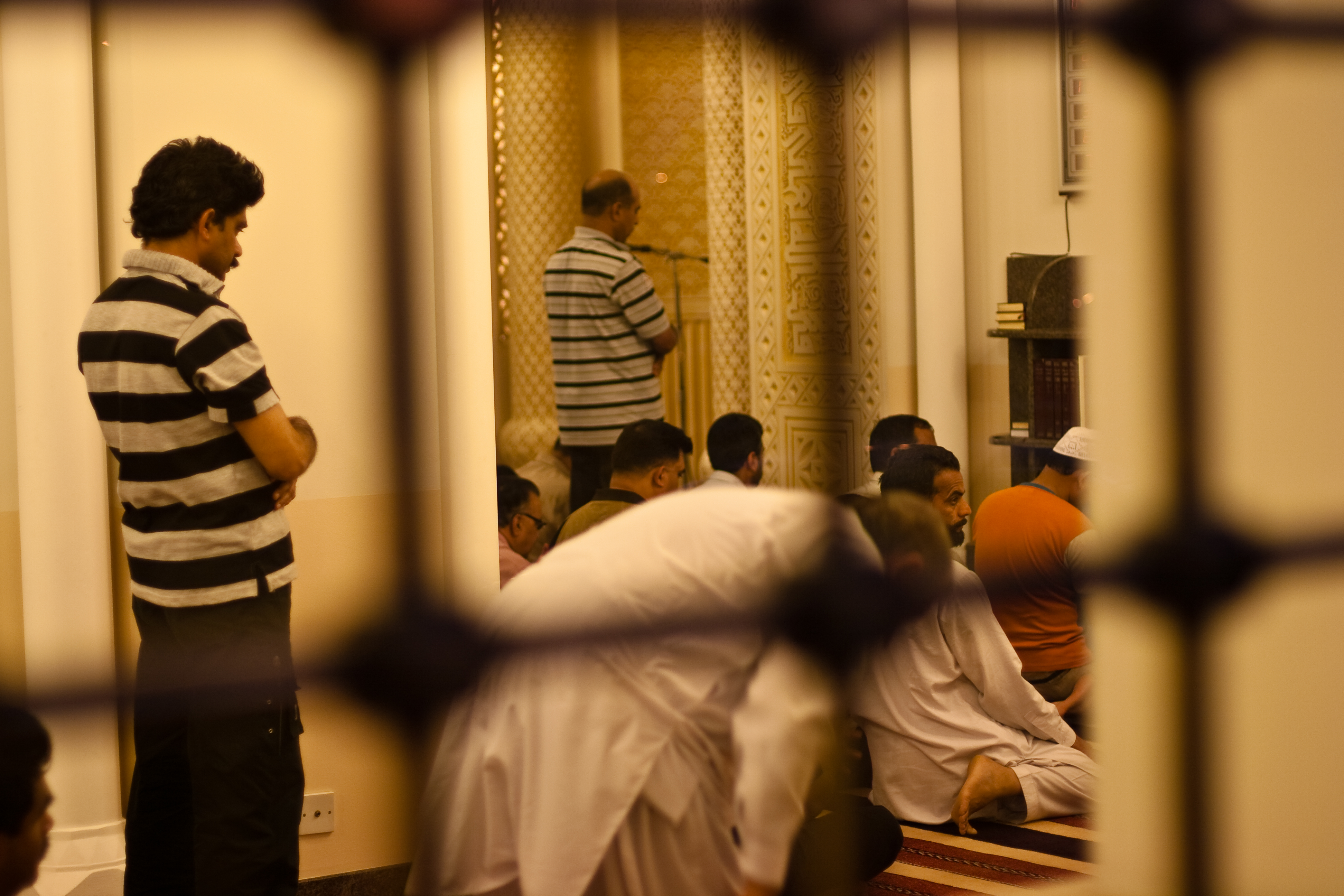
مصلون في البحرين

الشرط: هو ما كان لازماً لصحة الشيء وليس جزءاً منه، فلا تصح الصلاة ممن ترك شرطاً من شروط الصلاة، كالوضوء مثلاً فإنه ليس جزءاً من الصلاة لكن الصلاة لا تصح بدونه.
شروط الصلاة تنقسم إلى قسمين هي شروط صحة لا تصح الصلاة إلا بها وشروط وجوب لا تجب الصلاة إلا بها.

### شروط الوجوب
1. الإسلام: فكل مسلم يؤمن بوحدانية الله، وأن محمدا هو الرسول الخاتم، ويؤمن بباقي الرسل والأنبياء والكتب السماوية والملائكة والقدر تجب عليه الصلاة، ولا تسقط عنه تحت أي ظرف عدا المرأة الحائض والنفساء. فغير المسلم لا تجب عليه الصلاة ولا تقبل منه لأن العقيدة عنده فاسدة.
2. العقل: فلا تجب على المريض مرضا عقليا (المجنون) لأنه ليس مسؤولا عن أفعاله وأقواله. فلا تجب الصلاة على غير العاقل المميز لأن العقل مناط التكليف.
3. البلوغ: فلا تجب الصلاة على غير البالغ أما الصبي فيؤمر بها لسبع سنين ويضرب عليها لعشر سنين، أما التكاليف الشرعية فعند البلوغ.
4. وشرط زائد للمرأة وهو النقاء من دم الحيض والنفاس.[بحاجة لمصدر]

### شروط الصحة
1. الطهارة: وتشمل طهارة البدن من الحدث الأصغر بالوضوء والأكبر بالاغتسال وطهارة الثوب واللباس وطهارة المكان.
2. استقبال القبلة: يشترط على المسلم استقبال القبلة بشرطين أحدهما القدرة والثاني الأمن. فمن عجز عن استقبال القبلة لمرض أو غيره فإنه يصلي للجهة التي يواجهها، والثاني الأمن فمن خاف من عدو أو غيره على نفسه أو ماله أو عرضه فإن قبلته حيث يقدر على استقبالها ولا تجب عليه إعادة الصلاة فيما بعد.
3. النية: وهي قصد كون الفعل لما شرع له، وينبغي استحضار النية مقارناً بالتكبير ولا تصح الصلاة بالنية المتأخرة من التكبير.[24]
4. ستر العورة.
5. دخول الوقت: العلم بدخول الوقت ولو ظنا والواجب التحري عن دخول الوقت.
6. ترك مبطلات الصلاة.
7. العلم بالكيفية: أن يعلم فرائضها فلا يؤدي سنة وهو يظن أنها ركن ولا يترك ركن من الأركان عن جهل، فالعلم بكيفية الأداء والأركان والشروط واجب لصحة الصلاة.[25]

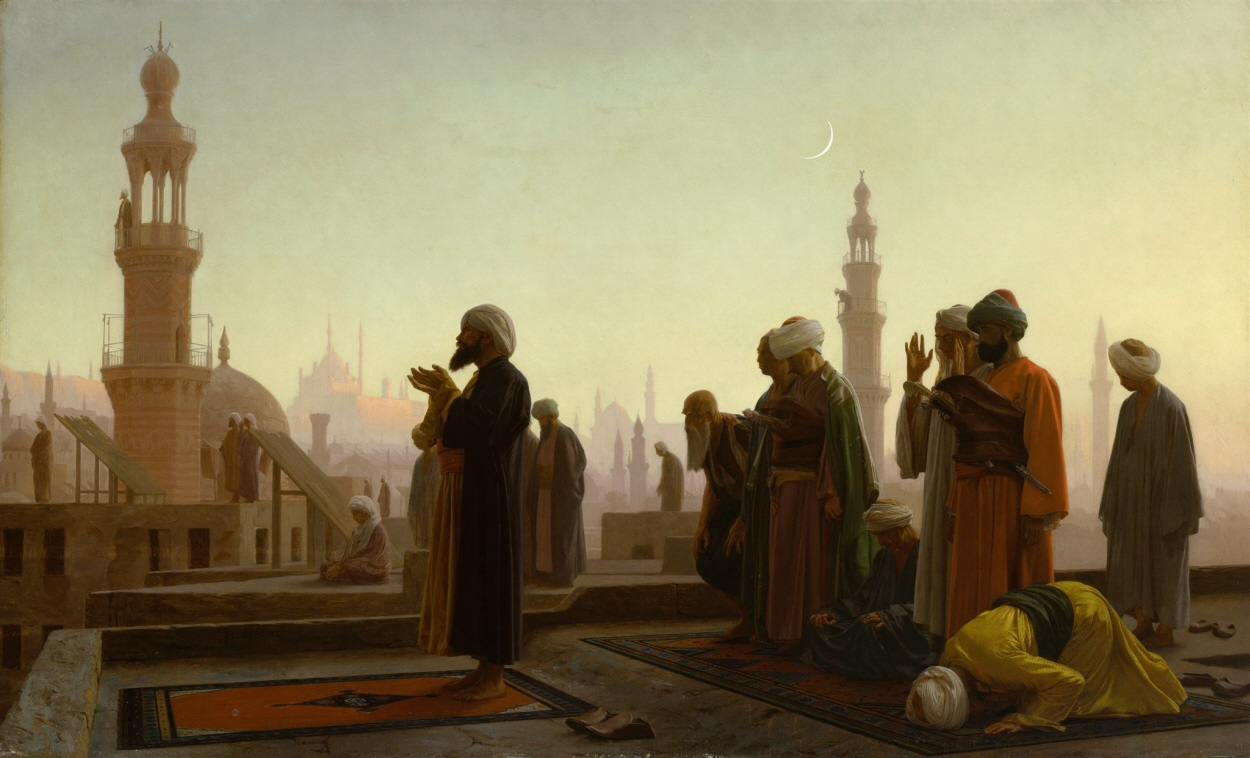
مصلون في القاهرة القديمة عام 1865.

## أركانها

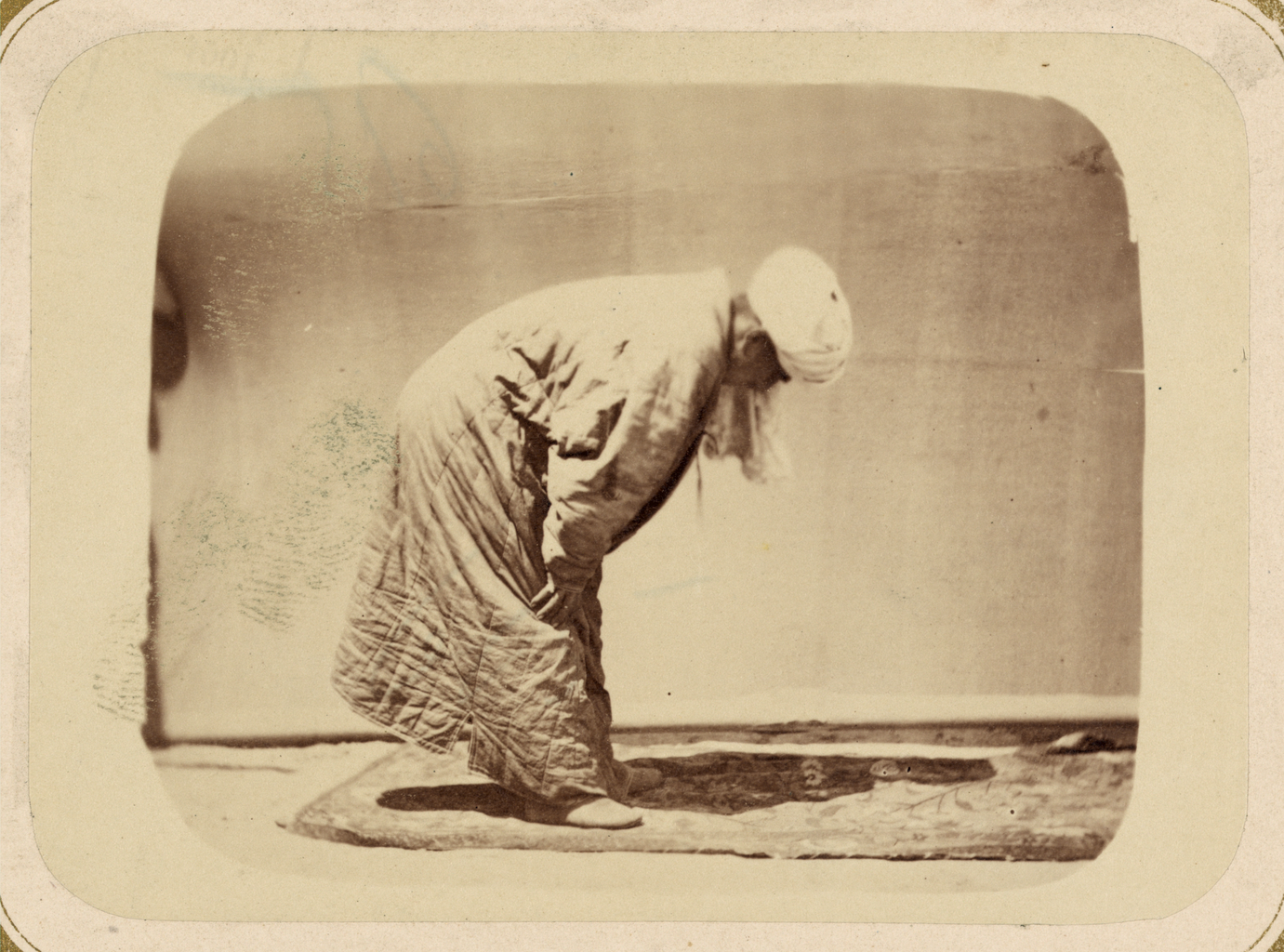
هيئة الركوع في صلاة المسلمين.

الركن والفرض بمعنى واحد وهو مالا تصح صلاة الفريضة إلا به.
وهي أربعة عشر ركنًا- حسب مذهب الحنابلة- واختلفوا في ركنين هما النية وزاد بعض المالكية نيةً أخرى وهي نية اقتداء المأموم بإمامه فأوصلوها ستة عشر ركنًا، أما الأركان فهي:
1. القيام مع القدرة في الفرض.
2. تكبيرة الإحرام: قول: الله أكبر بحيث يسمع نفسه فلا يصح التكبير إن لم يسمع نفسه جميع حروفه، وكذلك بقية الأركان القولية يشترط أن ينطق بها بحيث يسمع نفسه.
3. قراءة سورة الفاتحة: في كل ركعة إلا فيما يجهر فيه الإمام.
4. الركوع.
5. الرفع من الركوع والاعتدال قائمًا: لقوله صلى الله عليه وسلم في حديث الـمُسيء صلاته: «ثمّ ارفعْ حتى تعتدلَ قائمًا»[26].
6. السجود على الأعضاء السبعة، وهي الأنف مع الجبهة والكفان والركبتان وأطراف القدمين لحديث ابن عباس رضي الله عنهما قال: قال النبي صلى الله عليه وسلم: «أُمرتُ أن أسجدَ على سبعة أعْظُمٍ: على الجبهة – وأشار بيده على أنفه – واليدين، والركبتين، وأطراف القدمين».
7. الرفع من السجود.
8. الجلوس بين السجدتين.
9. الجلوس للتشهد الأخير.
10. التشهد الأخير.
11. الصلاة على النبي صلى الله عليه وسلم وآله.
12. -الطمأنينة.
13. الترتيب بين الأركان،لأن النبي صلى الله عليه وسلم واظب على هذا الترتيب، وقال: «صلّوا كما رأيتموني أصلّي».
14. التسليم،لحديث علي رضي الله عنه المرفوع: «مفتاح الصلاة الطّهور، وتحريمها التّكْبير، وتحليلُها التسليم».
15. النية: اختلف في كونها من أركان الصلاة: الجمهور على أن النية شرط من شروط الصلاة خلافاً للشافعية وبعض المالكية القائلين بأنها ركن. [بحاجة لمصدر] 
مأخذ الركنية: أنها واجبة في بعض الصلاة وهو أولها لا في جميعها، فكانت ركنا كالتكبير والركوع.
مأخذ الشرطية: أنها تشترط قبل الصلاة، وأنها وإن لم يشترط استدامتها فإنه يشترط عدم منافاتها بنية الخروج من الصلاة أو العبث ونحو ذلك فعلى ذلك فهي من الشروط وليست من الأركان وهو مذهب الجمهور.
16. نية اقتداء المأموم بإمامه

## واجباتها

صورة من كتاب إنجليزي صدر سنة 1911 تمثل الصلاة الإسلامية

1. جميع التكبيرات عدا تكبيرة الإحرام لأنها ركن
2. قول سبحان ربي العظيم في الركوع
3. قول سبحان ربي الأعلى في السجود
4. قول سمع الله لمن حمده للإمام والمنفرد
5. قول ربنا ولك الحمد للمأموم
6. الدعاء بين السجدتين هذه الواجبات إذا تركها الإنسان متعمدًا بطلت صلاته، وإن تركها سهوًا فصلاته صحيحة، ويجبرها سجود السهو، لحديث عبد الله بن بحينة رضي الله عنه، أن النبي ﷺ قام من الركعتين فلم يجلس في صلاة الظهر، فلما قضى الصلاة وانتظر الناس التسليمة، سجد سجدتين ثم سلم.[27][28] في شتّى بقاع العالم، يجب على المسلم استقبال القبلة في تأديته للصلاة؛ والقبلة هي الكعبة المشرّفة الواقعة في مكّة المكرّمة في المملكة العربية السعودية. ولا تصّح الصلاة إلا في مكان طاهر خالٍ من النّجاسة فلا يجوز قضاؤها في أماكن عادة ما تكون أماكن نجاسة، كدورات المياه وخلافها. كما لا تصحّ الصلاة إلا بارتداء المسلم ثيابًا طاهرةً، ويجب على المسلم ستر عورته حينما يؤدّي الصلاة. في حال صلاة الجماعة، يؤُمّ المسلمين رجل واحد في أداء الصلاة ويسمّى الإمام. ويقوم الإمام بمثابة القائد في الصلاة ويتبعه المصلّون في تأديتهم للصلاة. فعلى سبيل المثال، لا يبدأ المصلون الصلاة إلا عندما يعلن الإمام بداية الصلاة عن طريق إطلاق تكبيرة الإحرام؛ فإن كبّر الإمام كبّر المصلون من ورائه؛ وإذا قام الإمام بالقراءة في الصلوات الجهريّة كالفجر، والمغرب، والعشاء يقوم المصلون من ورائه بالاستماع فقط. وإذا ركع الإمام قام من ورائه المصلون بالرّكوع. وإذا سجد الإمام، قام وراءه المصلون بالسّجود، وهكذا إلى أن يعلن الإمام انتهاء الصلاة بالتسليم. تتكون كل صلاة من الصلوات الخمس المفروضة من ركعات، ويختلف عددها حسب توقيتها، فالفجر ركعتان؛ ويقوم الإمام بالقراءة بصوت مسموع وتسمى بالصلاة الجهرية؛ والظهر أربع ركعات، ولا يقرأ الإمام بصوت مسموع وتسمّى الصلاة السّريّة؛ فالعصر أربع ركعات سرّيّة؛ والمغرب ثلاث ركعات، الأوليين جهريّتين والثالثة سرية؛ والعِشاء أربع ركعات، الأوليين جهريتين والباقي بالسر. في كل ركعة يقوم المصلّي بقراءة سورة الفاتحة ويعقبها بسور قصيرة أو ما شاء له أن يقرأ. يقوم الإمام في الغالب، بالتّخفيف في الصلاة لعدم الإطالة على المصلّين من ورائه تنفيذًا لما ورد في السنة النبوية («... أفتان أنت يا معاذ»). الصلاة: عبادة ذات أقوال وأفعال أولها التكبير وآخرها التسليم. وإذا أراد الصلاة فإنه يجب عليه أن يتوضأ إن كان عليه حدث أصغر، أو يغتسل إن كان عليه حدث أكبر، أو يتيمم إن لم يجد الماء أو تضرر باستعماله، وينظف بدنه وثوبه ومكان صلاته من النجاسة.

## مواقيتها

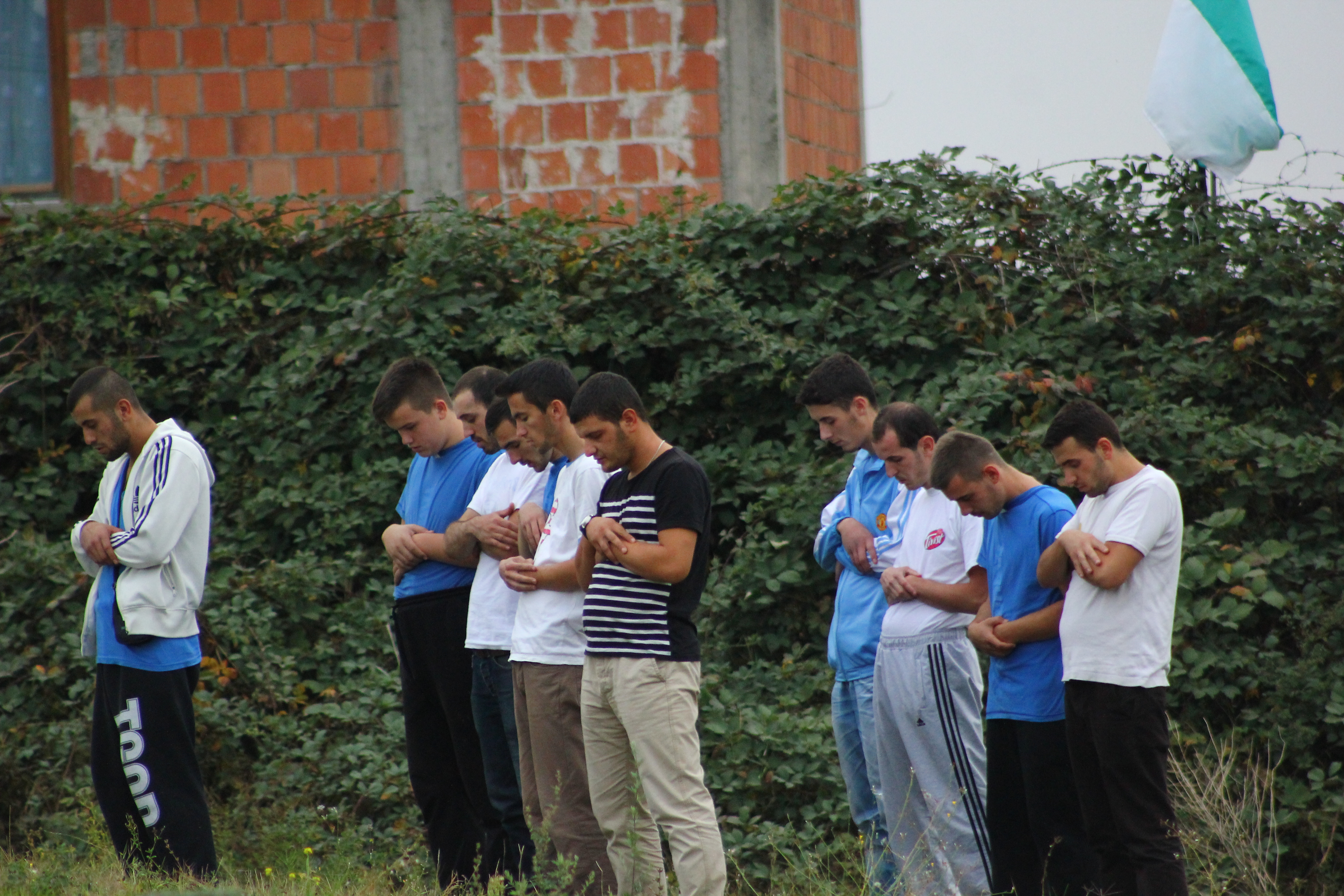
مصلون في كوسوفا

١-الفجر ٢-الظهر ٣-العصر ٤-المغرب ٥-العشاء

حدد الله أوقاتاً للصلاة يجب أن تؤدَّى كل صلاة في وقتها وذلك لما ذُكر:
- قال تعالى في كتابه الكريم: ﴿فَإِذَا قَضَيْتُمُ الصَّلَاةَ فَاذْكُرُوا اللَّهَ قِيَامًا وَقُعُودًا وَعَلَى جُنُوبِكُمْ فَإِذَا اطْمَأْنَنْتُمْ فَأَقِيمُوا الصَّلَاةَ إِنَّ الصَّلَاةَ كَانَتْ عَلَى الْمُؤْمِنِينَ كِتَابًا مَوْقُوتًا ۝١٠٣﴾ - سورة النساء.
- وأيضًا قال تعالى في كتابه الكريم: ﴿فَاصْبِرْ عَلَى مَا يَقُولُونَ وَسَبِّحْ بِحَمْدِ رَبِّكَ قَبْلَ طُلُوعِ الشَّمْسِ وَقَبْلَ غُرُوبِهَا وَمِنْ آنَاءِ اللَّيْلِ فَسَبِّحْ وَأَطْرَافَ النَّهَارِ لَعَلَّكَ تَرْضَى ۝١٣٠﴾ - سورة طه.

وحُددت هذه المواقيت في حديثين هما:
الأول: عن عبد الله بن عمر أن رسول الله قال: «وقت الظهر إن زالت الشمس وكان ظل الرجل كطوله مالم يحضر العصر، ووقت العصر مالم تصفر الشمس، ووقت صلاة المغرب مالم يغب الشفق، ووقت صلاة العشاء إلى نصف الليل الأوسط، ووقت صلاة الصبح من طلوع الفجر مالم تطلع الشمس، فإذا طلعت الشمس فأمسك عن الصلاة، فإنها تطلع بين قرني شيطان».
الثاني: عن جابر بن عبد الله بن عمرو بن حرام أن النبي جاءه جبريل فقال له: قم فصله، فصلى الظهر حين زالت الشمس، ثم جاءه العصر فقال: قم فصله، فصلى العصر حين صار ظل كل شيء مثله، ثم جاءه المغرب فقال: قم فصله، فصلى المغرب حين وجبت الشمس، ثم جاءه العشاء فقال: قم فصله، فصلى العشاء حين غاب الشفق، ثم جاءه الفجر حين برق الفجر أو قال سطع الفجر ثم جاءه من الغد للظهر فقال: قم فصله، فصل الظهر حين صار ظل كل شيء مثله، ثم جائه العصر فقال: قم فصله، فصلى العصر حين صار ظل كل شيء مثليه ثم جاءه المغرب وقتًا واحدًا لم يزل عنه، ثم جاءه العشاء حين ذهب نصف الليل أو قال: ثلث الليل، فصلى العشاء ثم جاءه حين أسفر جدًا فقال له: قم فصله، فصلى الفجر ثم قال: ما بين هذين الوقتين وقت

### المواقيت
مواقيت الصلوات الخمس المفروضات كما يلي:
| الصلاة      | وقتها | وقتها                                                                                | الركعات الواجبة | السنن الرواتب1 | السنن الرواتب1 | جهرية/سرية1 | جهرية/سرية1 |
| الصلاة      | عند السنة | عند الشيعة                                                                           | الركعات الواجبة | قبل الصلاة     | بعد الصلاة     | للرجال      | والنساء     |
| ----------- | --- | ------------------------------------------------------------------------------------ | --------------- | -------------- | -------------- | ----------- | ----------- |
| صلاة الفجر  | من بداية الفجر الثاني (الصادق) إلى شروق الشمس                                                                                   | يبدأ من طلوع الفجر إلى طلوع الشمس                                                    | ركعتان          | ركعتان         | —              | جهرية       | سرية        |
| صلاة الظهر  | يبدأ من زوال الشمس عن وسط السماء إلى أن يصير ظل كل شيء مثله غير ظل الاستواء، أي إلى دخول وقت العصر.                             | يبدأ من زوال(1) الشمس عند منتصف النهار إلى ما قبل الغروب بمقدار اداء صلاة العصر      | 4 ركعات         | 4 ركعات        | ركعتان         | سرية        | سرية        |
| صلاة العصر  | يبدأ إذا صار ظل كل شيء مثله إلى غروب الشمس عند المذاهب الثلاث ما عدا الحنفية حتى يصبح كل شي مثلي ظله                            | يبدأ من بعد الزوال بمقدار اداء فريضة الظهر وينتهي عند غروب الشمس التكويني(2)         | 4 ركعات         | -              | -              | سرية        | سرية        |
| صلاة المغرب | من غروب الشمس، ويمتد إلى مغيب الشفق الأحمر                                                                                      | يبدأ من بعد الغروب الشرعي إلى ما قبل منتصف الليل الشرعي بمقدار اداء فريضة العشاء     | 3 ركعات         | -              | ركعتان         | جهرية       | سرية        |
| صلاة العشاء | من مغيب الشفق الأحمر إلى طلوع الفجر الثاني وخالف الأحناف فجعلوا البداية من مغيب الشفق الأبيض وهو يغيب بعد الأحمر بحوال 12 دقيقة | يبدأ من بعد غروب الشمس الشرعي بمقدار اداء فريضة المغرب وينتهي عند منتصف الليل الشرعي | 4 ركعات         | -              | ركعتان         | جهرية       | سرية        |
| صلاة الجمعة | نفس وقت صلاة الظهر ويجوز تقديمها عند الحنابلة.                                                                                  |                                                                                      | ركعتان          | نفس الظهر      | نفس الظهر      | جهرية       | -           |

#### أوقاتالنوافلوالصلوات الأخرى
1. وقت صلاة الضحى من بعد طلوع الشمس عن الأفق وارتفاعها بمقدار رمح أو بمقدار قامة الإنسان إلى ما قبل الزوال.
2. صلاة العيد نفس وقت الضحى.
3. صلاة التراويح من بعد صلاة العشاء إلى ما قبل صلاة الفجر.
4. صلاة الوتر من بعد صلاة العشاء إلى ما قبل صلاة الفجر.

### إدراك ركعة وخروج الوقت بعدها
إن إدراك ركعة من الصلاة ثم خروج الوقت بعدها إدراك للصلاة وذلك لحديث أبي هريرة أن رسول الله ﷺ قال: «من أدرك ركعة من الصلاة فقد أدرك الصلاة».

## كيفيتها
ورد حديث في هيئة صلاة النبي هو:
| الصلاة في الإسلام | عن مُحَمَّدُ بْنُ عَمْرِو بْنِ عَطَاءٍ، عَنْ أَبِي حُمَيْدٍ السَّاعِدِيِّ، قَالَ: سَمِعْتُهُ وَهُوَ فِي عَشَرَةٍ مِنْ أَصْحَابِ النَّبِيِّ ﷺ أَحَدُهُمْ: أَبُو قَتَادَةَ بْنُ رِبْعِيٍّ يَقُولُ: أَنَا أَعْلَمُكُمْ بِصَلاةِ رَسُولِ اللَّهِ صَلَّى اللَّهُ عَلَيْهِ وَسَلَّمَ، قَالُوا: مَا كُنْتَ أَقْدَمَنَا لَهُ صُحْبَةً، وَلا أَكْثَرَنَا لَهُ إِتْيَانًا؟ قَالَ: بَلَى، قَالُوا: فَاعْرِضْ، فَقَالَ: كَانَ رَسُولُ اللَّهِ ﷺ "إِذَا قَامَ إِلَى الصَّلاةِ اعْتَدَلَ قَائِمًا، وَرَفَعَ يَدَيْهِ حَتَّى يُحَاذِيَ بِهِمَا مَنْكِبَيْهِ، فَإِذَا أَرَادَ أَنْ يَرْكَعَ، رَفَعَ يَدَيْهِ حَتَّى يُحَاذِيَ بِهِمَا مَنْكِبَيْهِ، ثُمَّ قَالَ : اللَّهُ أَكْبَرُ، وَرَكَعَ، ثُمَّ اعْتَدَلَ، فَلَمْ يُصَبِّ رَأْسَهُ، وَلَمْ يُقْنِعْ، وَوَضَعَ يَدَيْهِ عَلَى رُكْبَتَيْهِ، ثُمَّ قَالَ: سَمِعَ اللَّهُ لِمَنْ حَمِدَهُ، وَرَفَعَ يَدَيْهِ، وَاعْتَدَلَ حَتَّى يَرْجِعَ كُلُّ عَظْمٍ فِي مَوْضِعِهِ مُعْتَدِلا، ثُمَّ هَوَى إِلَى الأَرْضِ سَاجِدًا، ثُمَّ قَالَ: اللَّهُ أَكْبَرُ، ثُمَّ جَافَى عَضُدَيْهِ عَنْ إِبِطَيْهِ، وَفَتَخَ أَصَابِعَ رِجْلَيْهِ، ثُمَّ ثَنَى رِجْلَهُ الْيُسْرَى، وَقَعَدَ عَلَيْهَا، ثُمَّ اعْتَدَلَ حَتَّى يَرْجِعَ كُلُّ عَظْمٍ فِي مَوْضِعِهِ مُعْتَدِلا، ثُمَّ هَوَى سَاجِدًا، ثُمَّ قَالَ: اللَّهُ أَكْبَرُ، ثُمَّ ثَنَى رِجْلَهُ، وَقَعَدَ، وَاعْتَدَلَ، حَتَّى يَرْجِعَ كُلُّ عُضْوٍ فِي مَوْضِعِهِ، ثُمَّ نَهَضَ، ثُمَّ صَنَعَ فِي الرَّكْعَةِ الثَّانِيَةِ مِثْلَ ذَلِكَ، حَتَّى إِذَا قَامَ مِنَ السَّجْدَتَيْنِ، كَبَّرَ، وَرَفَعَ يَدَيْهِ، حَتَّى يُحَاذِيَ بِهِمَا مَنْكِبَيْهِ، كَمَا صَنَعَ حِينَ افْتَتَحَ الصَّلاةَ، ثُمَّ صَنَعَ كَذَلِكَ، حَتَّى كَانَتِ الرَّكْعَةُ الَّتِي تَنْقَضِي فِيهَا صَلاتُهُ، أَخَّرَ رِجْلَهُ الْيُسْرَى، وَقَعَدَ عَلَى شِقِّهِ مُتَوَرِّكًا، ثُمَّ سَلَّمَ. | الصلاة في الإسلام |

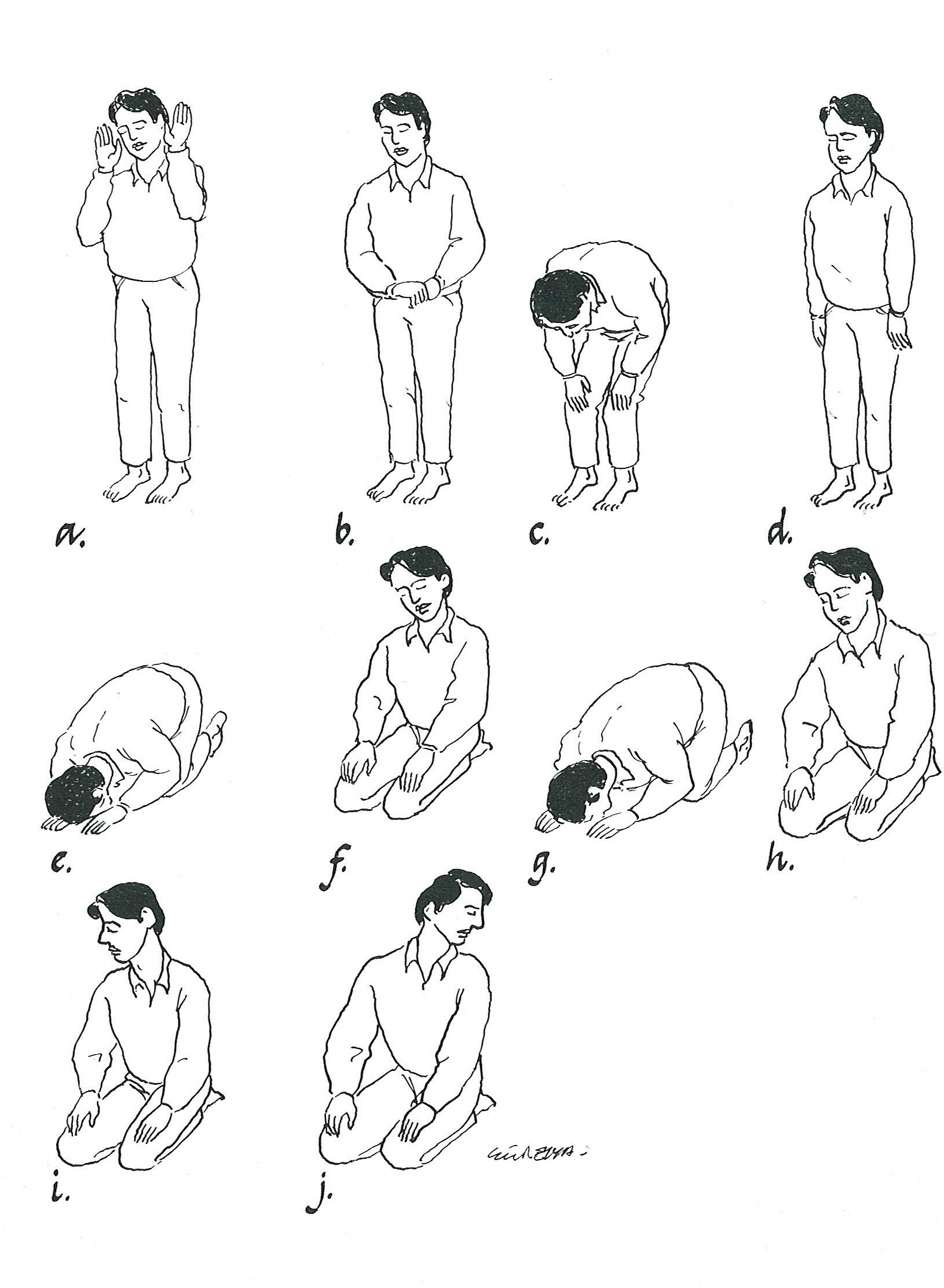
تتابع الحركات في صلاة المسلمين، للركعة واحدة
تبدأ صلاة المسلمين بالتكبير
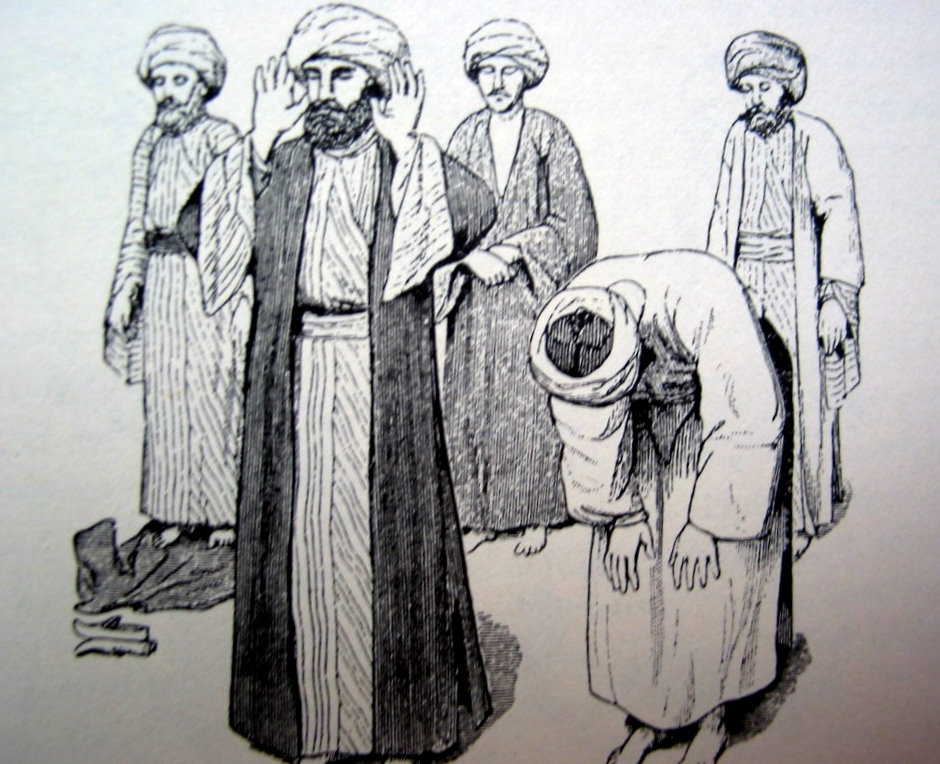
كيفية الركوع في صلاة المسلمين
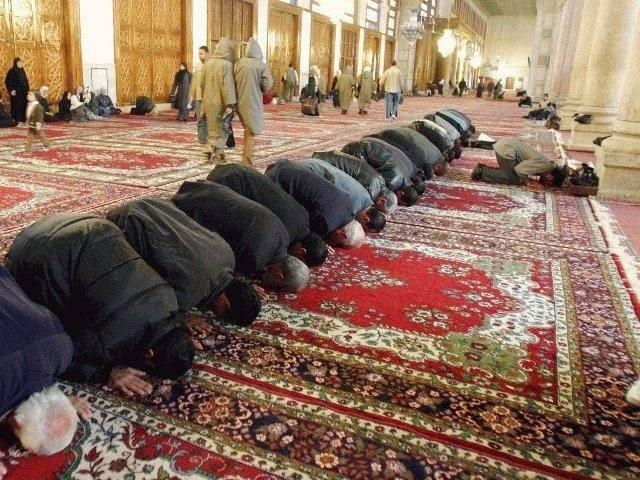
كيفية السجود في صلاة المسلمين

1. أن يستقبل القبلة بجميع بدنه بدون انحراف ولا التفات.
2. ثم ينوي الصلاة التي يريد أن يصليها بقلبه بدون نطق النية.
3. ثم يكبر تكبيرة الإحرام فيقول: (الله أكبر) ويرفع يديه إلى حذو منكبيه عند التكبير.
4. ثم يضع كف يده اليمنى على ظهر كف يده اليسرى فوق صدره.
5. ثم يستفتح فيقول: «اللَّهمَّ باعِدْ بَيْني وبَيْن خَطايايَ كما باعَدْتَ بَيْنَ المشرِقِ والمغرِبِ اللَّهمَّ نقِّني مِن الخَطايا كما يُنقَّى الثَّوبُ الأبيضُ مِن الدَّنَسِ اللَّهمَّ اغسِلْني مِن خَطايايَ بالماءِ والثَّلجِ والبَرَدِ». أو يقول: «سُبْحَانَكَ اللَّهُمَّ وَبِحَمْدِكَ. تَبَارَكَ اسْمُكَ وَتَعَالَى جَدُّكَ. وَلاَ إِلهَ غَيْرُكَ».
6. ثم يتعوذ فيقول: (أعوذ بالله من الشيطان الرجيم).
7. ثم يبسمل ويقرأ الفاتحة فيقول: ﴿بِسْمِ اللَّهِ الرَّحْمَنِ الرَّحِيمِ ۝١ الْحَمْدُ لِلَّهِ رَبِّ الْعَالَمِينَ ۝٢ الرَّحْمَنِ الرَّحِيمِ ۝٣ مَالِكِ يَوْمِ الدِّينِ ۝٤ إِيَّاكَ نَعْبُدُ وَإِيَّاكَ نَسْتَعِينُ ۝٥ اهْدِنَا الصِّرَاطَ الْمُسْتَقِيمَ ۝٦ صِرَاطَ الَّذِينَ أَنْعَمْتَ عَلَيْهِمْ غَيْرِ الْمَغْضُوبِ عَلَيْهِمْ وَلَا الضَّالِّينَ ۝٧﴾ [الفاتحة:1–7].
ثم يقول (آمين) يعني اللهم استجب.
8. ثم يقرأ ما تيسر من القرآن ويطيل القراءة في صلاة الصُّبۡحَ.
9. ثم يركع، أي يحني ظهره تعظيمًا لله ويُكبر عند ركوعه ويرفع يديه إلى حذو منكبيه. والسنة أن يهصر ظهره ويجعل رأسه حياله ويضع يديه على ركبتيه مفرجتي الأصابع.
10. ويقول في ركوعه: (سبحان ربي العظيم) ثلاث مرات، وإن زاد: (سبحانك اللهم وبحمدك، اللهم اغفر لي) فحسن.
11. ثم يرفع رأسه من الركوع قائلًا: (سمع الله لمن حمده) ويرفع يديه حينئذ إلى حذو منكبيه. والمأموم لا يقول سمع الله لمن حمده، وإنما يقول بدلها: (ربنا ولك الحمد).
12. ثم يقول بعد رفعه: (ربنا ولك الحمد، ملء السماوات والأرض وملء ما شئت من شيء بعد).
13. ثم يسجد خشوعًا السجدة الأولى ويقول عند سجوده: (الله أكبر) ويسجد على أعضائه السبعة: الجبهة والأنف، والكفين، والركبتين، وأطراف القدمين، ويجافي عضديه عن جنبيه ولا يبسط ذراعيه على الأرض، ويستقبل برؤوس أصابعه القبلة.
14. ويقول في سجوده: (سبحان ربي الأعلى) ثلاث مرات، وإن زاد: (سبحانك اللهم ربنا وبحمدك، اللهم اغفر لي) فحسن.
15. ثم يرفع رأسه من السجود قائلًا: (الله أكبر).
16. ثم يجلس بين السجدتين على قدمه اليسرى، وينصب قدمه اليمنى، ويضع يده اليمنى على طرف فخذه الأيمن مما يلي ركبته، ويقبض منها الخنصر والبنصر، ويرفع السبابة ويحركها عند دعائه، ويجعل طرف الإبهام مقرونًا بطرف الوسطى كالحلقة، ويضع يده اليسرى مبسوطة الأصابع على طرف فخذه الأيسر مما يلي الركبة.
17. ويقول في جلوسه بين السجدتين: (رب اغفر لي وارحمني واهدني وارزقني واجبرني وعافني).
18. ثم يسجد خشوعًا منه السجدة الثانية كالأولى فيما يُقال ويُفعل، ويكبر عند سجوده.
19. ثم يقوم من السجدة الثانية قائلًا: (الله أكبر) ويصلي الركعة الثانية كالأولى فيما يُقال ويفعل إلا أنه لا يستفتح فيها.
20. ثم يجلس بعد انتهاء الركعة الثانية قائلًا: (الله أكبر) ويجلس كما يجلس بين السجدتين سواء.
21. ويقرأ التشهد في هذا الجلوس فيقول: «التَّحِيَّاتُ لِلَّهِ وَالصَّلَوَاتُ وَالطَّيِّبَاتُ السَّلَامُ عَلَيْكَ أَيُّهَا النَّبِيُّ وَرَحْمَةُ اللَّهِ وَبَرَكَاتُهُ السَّلَامُ عَلَيْنَا وَعَلَى عِبَادِ اللَّهِ الصَّالِحِينَ، أَشْهَدُ أَنْ لَا إِلَهَ إِلَّا اللَّهُ وَأَشْهَدُ أَنَّ مُحَمَّدًا عَبْدُهُ وَرَسُولُهُ. اللَّهُمَّ صَلِّ عَلَى مُحَمَّدٍ وَعَلَى آلِ مُحَمَّدٍ كَمَا صَلَّيْتَ عَلَى إِبْرَاهِيمَ وَعَلَى آلِ إِبْرَاهِيمَ إِنَّكَ حَمِيدٌ مَجِيدٌ، اللَّهُمَّ بَارِكْ عَلَى مُحَمَّدٍ وَعَلَى آلِ مُحَمَّدٍ كَمَا بَارَكْتَ عَلَى إِبْرَاهِيمَ وَعَلَى آلِ إِبْرَاهِيمَ إِنَّكَ حَمِيدٌ مَجِيدٌ.»، وكان النبي يدعو بعدها فيقول: «اللَّهُمَّ إنِّي أَعُوذُ بِكَ مِن عَذَابِ جَهَنَّمَ، وَمِنْ عَذَابِ القَبْرِ، وَمِنْ فِتْنَةِ المَحْيَا وَالْمَمَاتِ، وَمِنْ شَرِّ فِتْنَةِ المَسِيحِ الدَّجَّالِ» ثم يدعو ربه بما أحب من خيري الدنيا والآخرة.
22. ثم يسلم عن يمينه قائلاٌ: (السلام عليكم ورحمة الله) وعن يساره كذلك.
23. وإذا كانت الصلاة ثلاثية أو رباعية وقف عند منتهى التشهد الأول وهو: (أشهد أن لا إله إلا الله وأشهد أن محمدًا عبده ورسوله).
24. ثم ينهض قائمًا قائلًا: (الله أكبر) ويرفع يديه إلى حذو منكبيه حينئذ.
25. ثم يصلي ما بقي من صلاته على صفة الركعة الثانية، إلا أنه يقتصر على قراءة الفاتحة.
26. ثم يجلس متوركًا فينصب قدمه اليمنى ويخرج قدمه اليسرى من تحت ساق اليمنى ويُمكن مقعدته من الأرض، ويضع يديه على فخذيه على صفة وضعها في التشهد الأول.
27. ويقرأ في هذا الجلوس التشهد كله.
28. ثم يسلم عن يمينه قائلًا: (السلام عليكم ورحمة الله) وعن يساره كذلك.

## النداء إليها
الأذان هو نداء ينادى به للصلاة عند المسلمين، ويؤذّن كل يوم في بداية وقت كل صلاة من الصلوات الخمس المفروضة. كان المؤذن (الشخص الذي يؤذن) يؤذن من مكان مرتفع، من على المنارة أو من على سطح المسجد. الآن يؤذن المؤذن من خلال أجهزة التكبير، هذا مما سهل عليه الأمر كثيرًا. كان أول مؤذن في الإسلام هو الصحابي بلال بن رباح.

## خطواتها
1. النية: القصد في القلب الصلاة قربة إلى الله.
2. تكبيرة الإحرام: قول الله أكبر.
3. القراءة: تجب قراءة سورة الفاتحة وسورة أخرى معها في الركعة الأولى والثانية من كل صلاة وأما في الركعة الثالثة والرابعة فيجوز الاختيار بين قراءة الفاتحة فقط أو التسبيحات، ويجب الإخفات عند قراءة التسبيحات وكذلك إذا قُرِئتْ سورة الفاتحة بدلاً منها.
4. الركوع:
  1. يجب الركوع مرة واحدة في كل ركعة من الصلاة.
  2. يجب الانحناء في الركوع حتى تصل اليدان إلى الركبتين.
  3. يجب قراءة الذكر كقول: (سبحان ربي العظيم وبحمده) أو (سبحان الله سبحان الله سبحان الله) أثناء الانحناء.
  4. يجب القيام بعد الركوع قبل النزول إلى السجود ولا بد من الاستقرار.
5. السجود:
  1. يجب السجود مرتين في كل ركعة من الصلاة.
  2. يجب الاستناد بالمساجد السبعة - الجبهة، وباطن الكفين، والركبتين، وإبهامي القدمين - على الأرض.
  3. تجب قراءة الذكر في كل سجدة كقول: (سبحان ربي الأعلى وبحمده) أو: (سبحان الله سبحان الله سبحان الله).
  4. يجب الجلوس التام المستقر بين السجدتين.
6. التشهد: وهو واجب في الركعة الثانية بعد السجدتين وفي الركعة الاخيرة، وهو قول: التحيات لله والصلوات والطيبات، السلام عليك أيها النبي ورحمة الله وبركاته، السلام علينا وعلى عباد الله الصالحين، أشهد أن لا إله إلا الله وحده لا شريك له وأشهد أن محمدًا عبده ورسوله.
7. التسليم: وهو واجب في الركعة الأخيرة بعد التشهد وصيغته: السلام عليكم ورحمه الله للجهة اليمين أولا والسلام عليكم ورحمة الله إلى الجهة اليسار ثانياً.

## الصلاة عند الشيعة

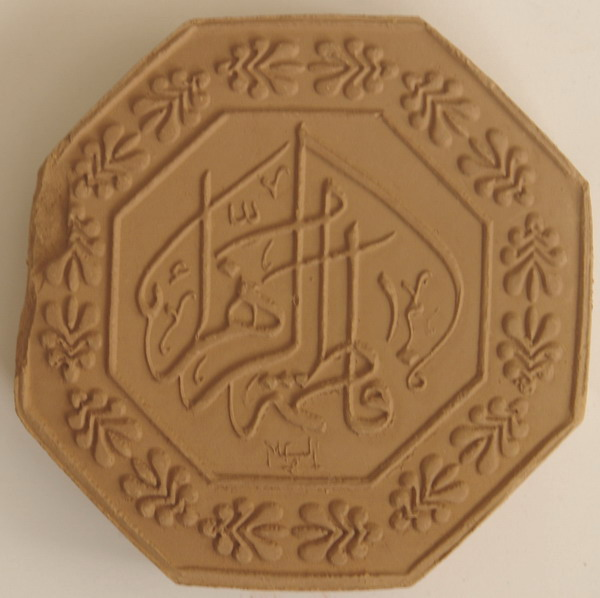
تربة منقوشة باسم فاطمة الزهراء

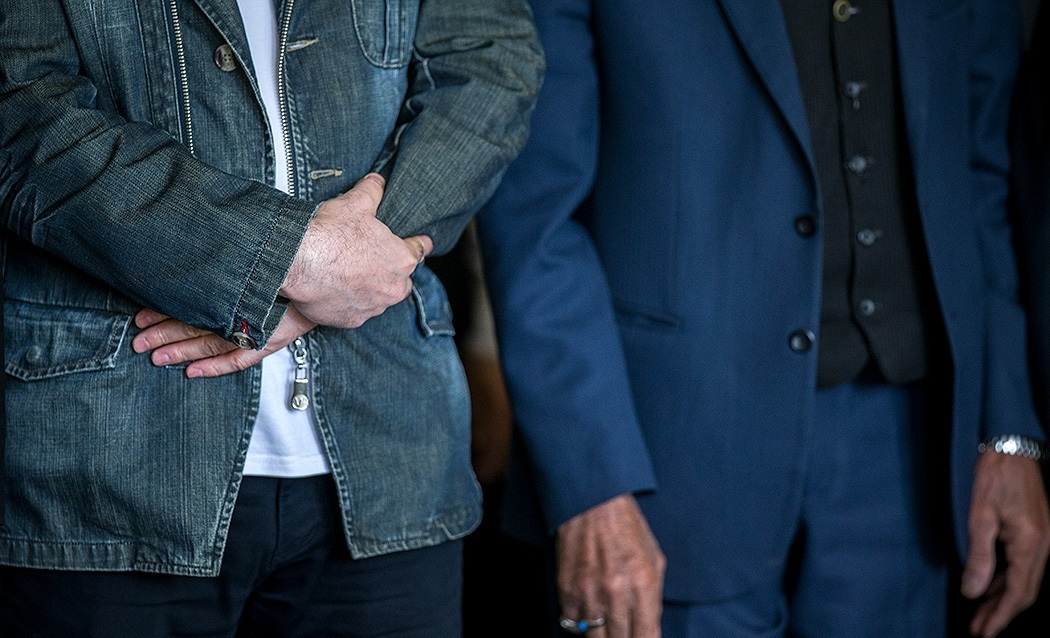
مسلم سني (يسار) ومسلم شيعي (يمين) يصلون جنب إلى جنب أثناء صلاة الجمعة في مصلى طهران

لا تختلف صفة الصلاة عمومًا عند الشيعة عن أهل السنة في أمورها الاساسية، إلا في بعض التفاصيل والفروع. وهذه الفروقات بسيطة، ومن أهم هذه الفروقات ما يلي:
- يؤمن الشيعة بعدم جواز السجود أثناء الصلاة إلّا على الأرض من رمل وحجر وتراب وكذلك على ما تنبت الأرض من غير المأكول ولا الملبوس، وأن السجود على الملابس والاقمشة والأفرشة من سجاد ونحوها وكذلك على المعادن من نحاس وفضة وذهب أمر غير جائز. يسجد الشيعة غالبًا على التربة وهي قطعة من التراب الذي يجوز السجود عليه باتفاق جميع طوائف المسلمين.[36] ويفضل الشيعة السجود على تربة أرض كربلاء حيث انهم يعتبرونها أرض مقدسة بسبب استشهاد الامام الحسين فيها.[37]
- اختلفت الشيعة عن أهل السنة في مسألة التكتف في الصلاة وهو ما يطلق على وضع اليد اليمنى على اليسرى أثناء الصلاة، حيث لا يرى الشيعة أنَّه سنة، وقد ذهب فقهاء الإمامية بحرمته وبطلان الصلاة به،[38] باعتباره أنّه أمر مستحدث وأنه كان أمرًا غير موجود في حياة رسول الله.[39]
- يعتقد الشيعة بوجوب قراءة البسملة في الصلاة باعتبارها جزء من السورة،[40] وهذا ما يعتقده الشافعية من أهل السنة أيضًا. لكن يعتقد البعض الآخر من أهل السنة باستحباب قراءتها، كما يرى البعض الآخر بأن قراءتها مكروهة.[41][42]
- انفردت الإماميّة بأنّ قول «آمين» في الصلاة في آخر الحمد أو قبلها، سواء كان ذلك سرًّا أو جهرًا يقطع الصلاة. وذهب مشهور فقهاء الإمامية بحرمته وبطلان الصلاة به، باعتبار أنّ قوله بدعة.[43][44]
- أجمع الشيعة على وجوب قراءة سورة كاملة بعد الحمد في الركعتين الأوليين، عدى السور التي فيها سجدة،[45] لكن يعتقد أهل السنة باستحباب قراءة ما تيسر من القرآن بعد قراءة الحمد والأفضل هو قراءة سورة كاملة.[46]

## الصور

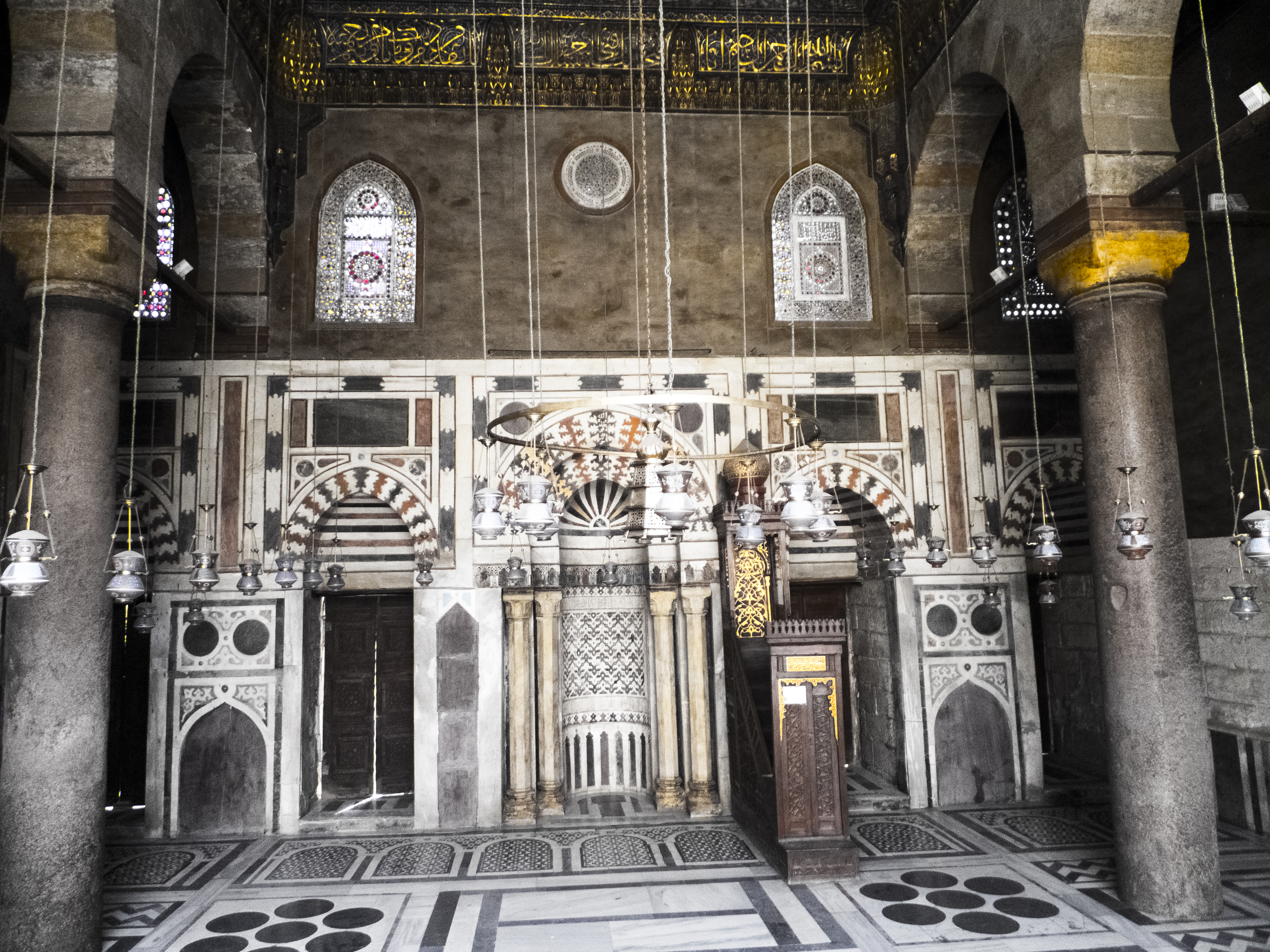
إيوان الصلاة بمسجد الظاهر برقوق
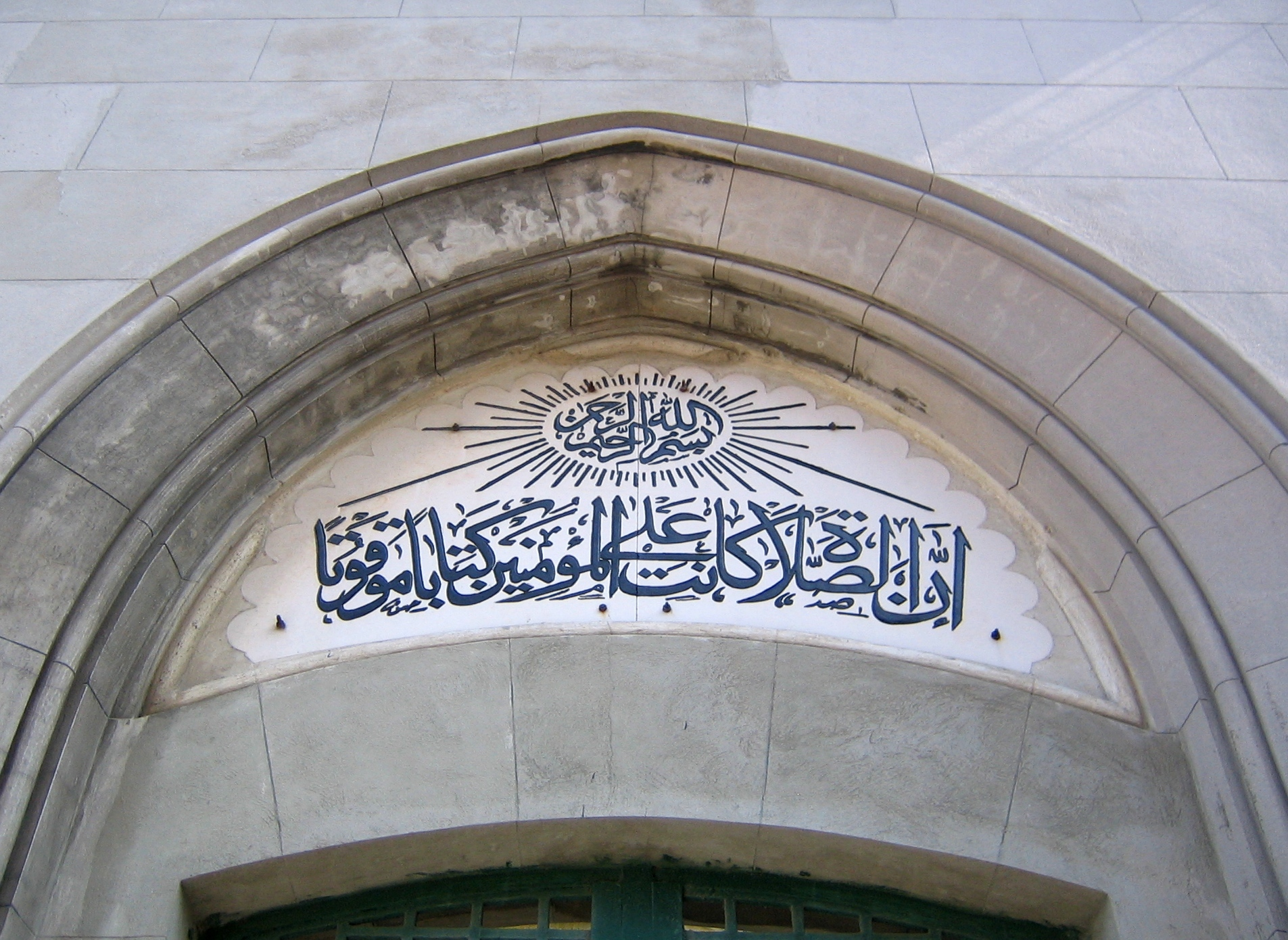
{إن الصلاة كانت على المؤمنين كتابا موقوتا} - مسجد كونستانتسا - رومانيا
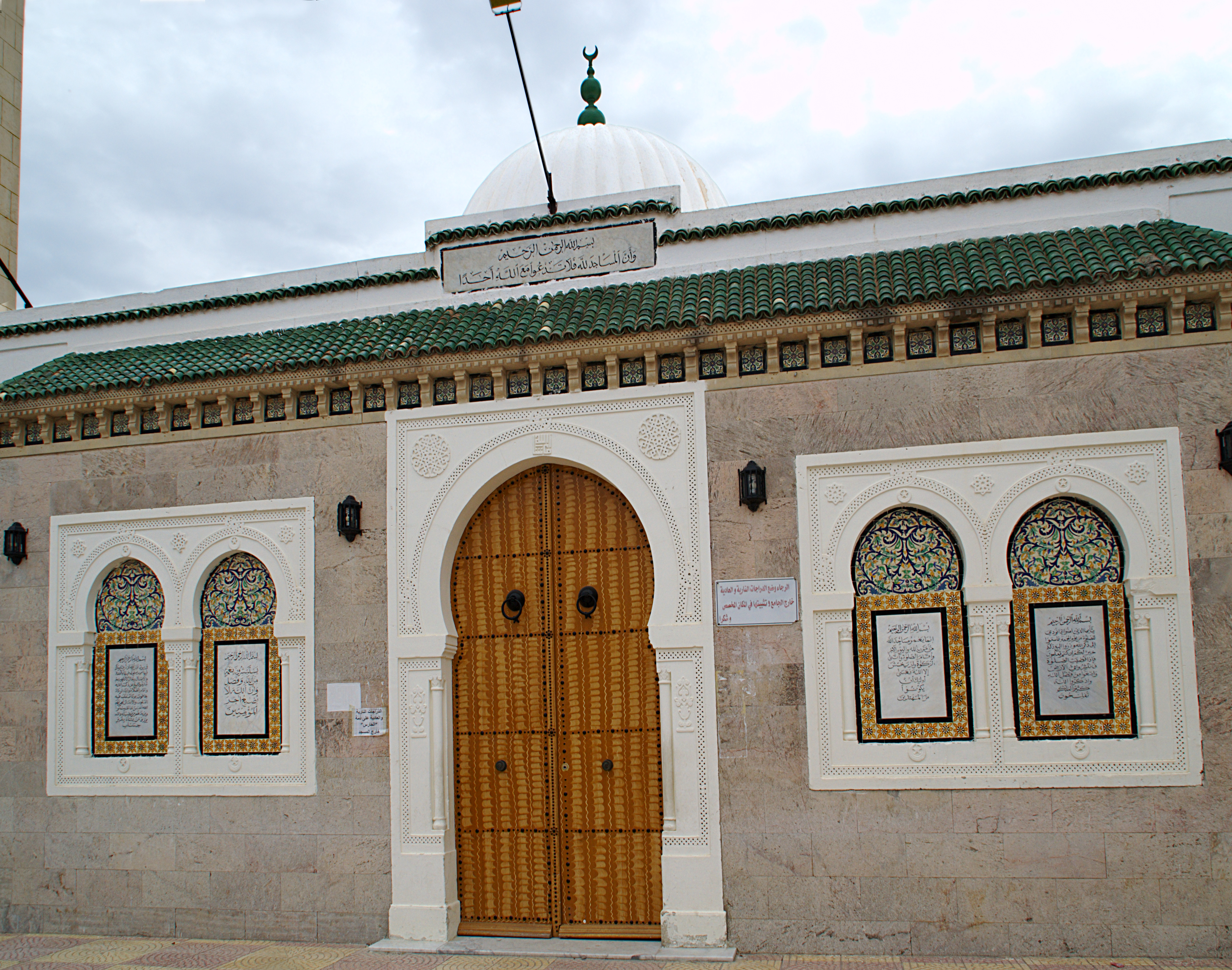
آيات عن الصلاة مكتوبة على جدران جامع في نابل - تونس.
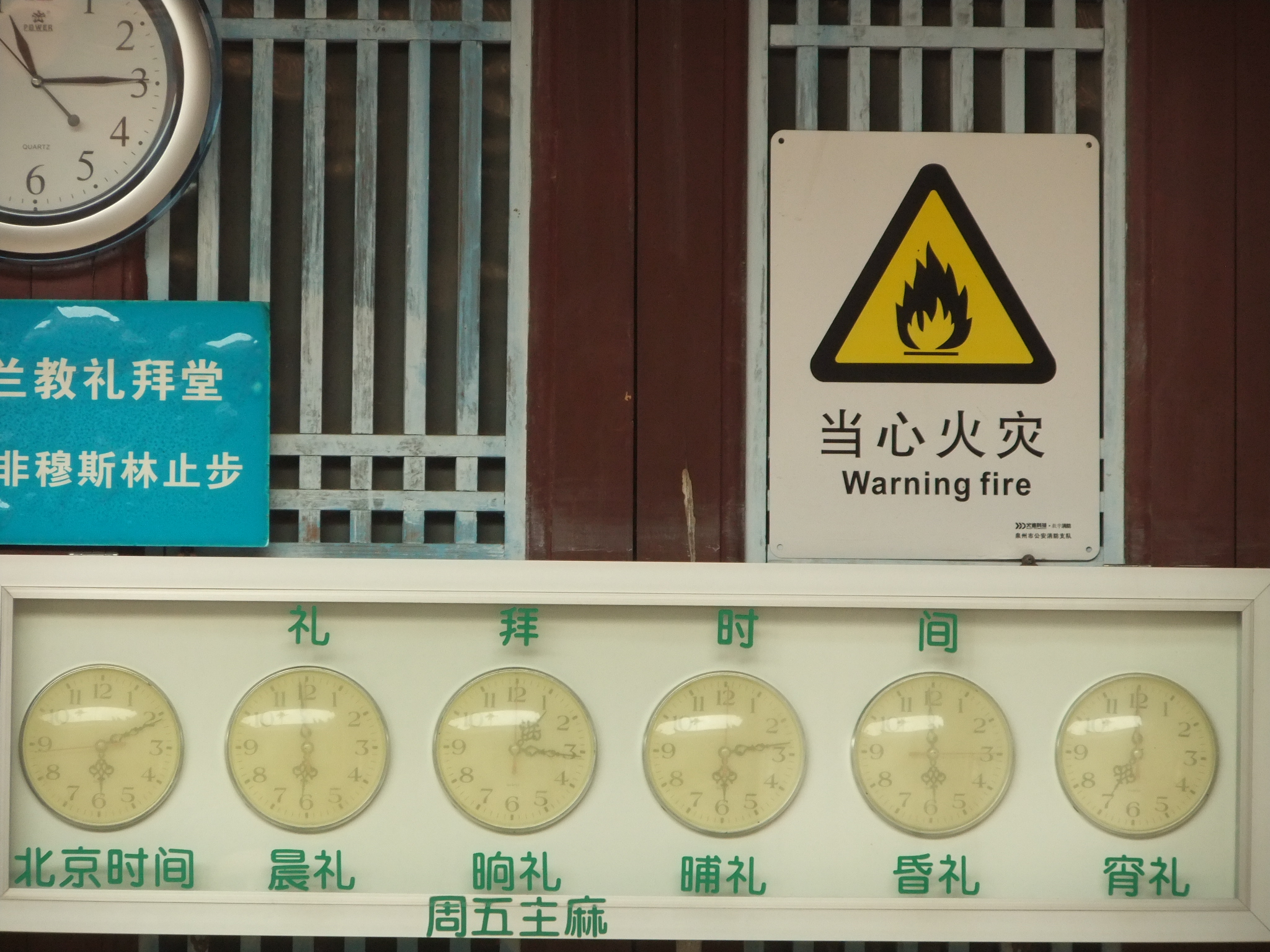
ساعات بأحد مساجد مدينة الزيتون الصينية تُبيّن مواقيت الصلاة. ﴿فَإِذَا قَضَيْتُمُ الصَّلَاةَ فَاذْكُرُوا اللَّهَ قِيَامًا وَقُعُودًا وَعَلَى جُنُوبِكُمْ فَإِذَا اطْمَأْنَنْتُمْ فَأَقِيمُوا الصَّلَاةَ إِنَّ الصَّلَاةَ كَانَتْ عَلَى الْمُؤْمِنِينَ كِتَابًا مَوْقُوتًا ۝١٠٣﴾ [النساء:103].
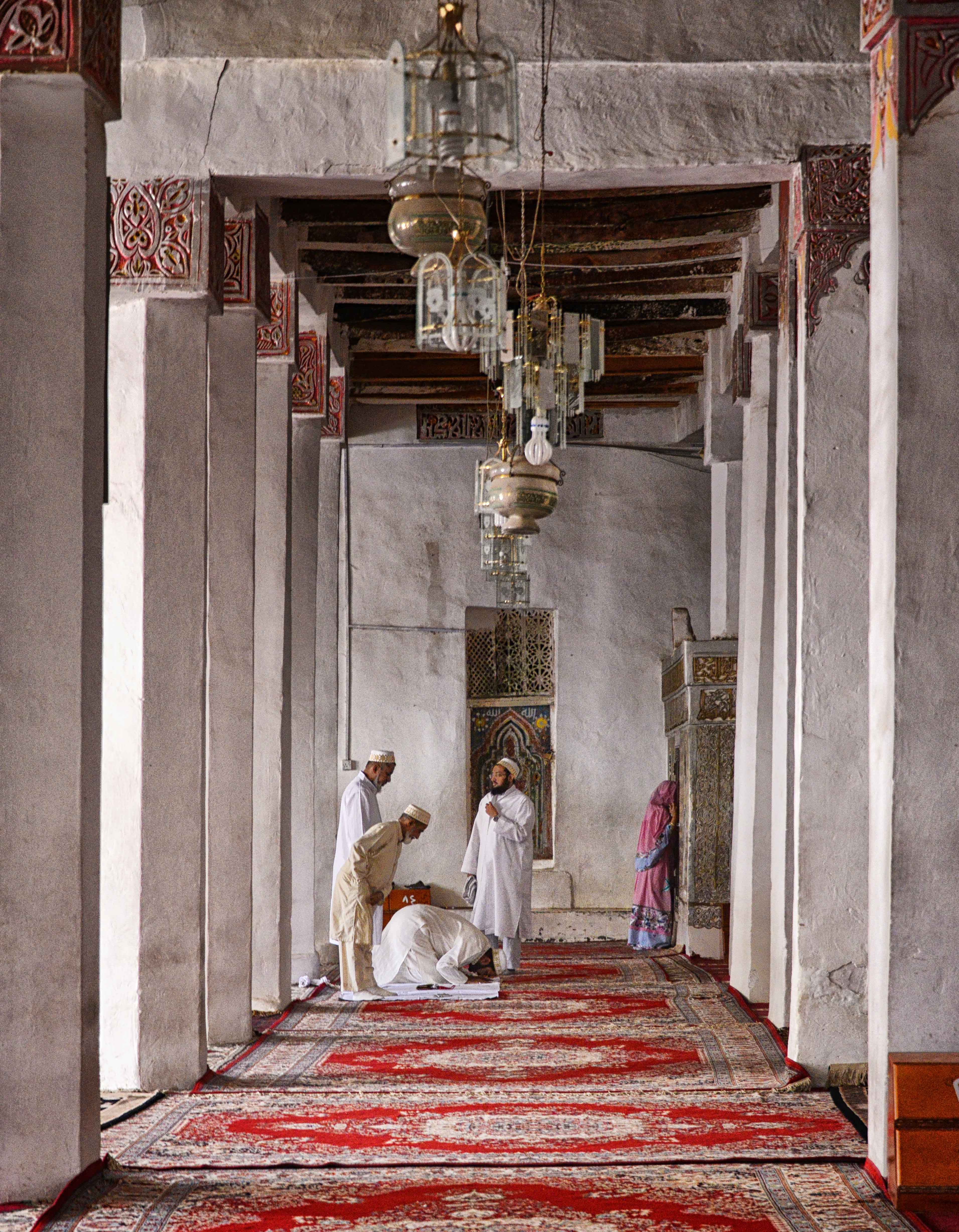
مصلون في مسجد في اليمن

## هوامش
- 1: الزوال: هو تجاوز الشمس وسط السماء إلى جهة المغرب، وُيعرف بزيادة ظل الاشياء بعد نقصانه.
- 2: غروب الشمس التكويني: هو نزول قرص الشمس خلف الأُفق.
- 3: غروب الشمس الشرعي: هو ذهاب الحُمرة التي تُخلفها الشمس في جهة المشرق بعد غروبها التكويني، وهذا لا يتم إلا بعد عشرة دقائق تقريبًا من غروبها التكويني.
- 4: منتصف الليل الشرعي: هو منتصف الفترة الواقعة ما بين غروب الشمس وطلوع الفجر، فيختلف منتصف الليل الشرعي باختلاف الفصول والأيام.

## وصلات خارجية
- الصلاة فى الاسلام - موقع إسلام أون لاين
- أوقات الصلاة في دول العالم
- الشرح الفقهي المصور - صفة الصلاة
- الصلاة (الفقه الميسر)